# Рейчел Адамс
Рейчел Адамс (англ. Rachael Adams; нар. 3 червня 1990, Цинциннаті, Огайо, США) — американська волейболістка, центральний блокуючий. Чемпіонка світу і бронзова призерка Олімпійських ігор 2016 року.

## Клуби
| Роки      | Клуби                       |
| --------- | --------------------------- |
| 2013—2014 | «Таурон» (Домброва-Гурнича) |
| 2014—2015 | «Імоко Воллей» (Конельяно)  |
| 2015—2018 | «Еджзаджибаши» (Стамбул)    |
| 2018—2020 | «Веро Воллей Монца»         |
| 2020—2021 | «Айдин Беледієспор» (Айдин) |
| 2021—2022 | «Озаску»                    |

## Статистика
Статистика виступів у єврокубках і клубних чемпіонатах світу:
| Сезон   | Клуб                        | Турнір          | Ігри | Сети | Очки | Ср.  | Примітки |
| ------- | --------------------------- | --------------- | ---- | ---- | ---- | ---- | -------- |
| 2013/14 | «Таурон» (Домброва-Гурнича) | Ліга чемпіонів  | 5    | 19   | 50   | 2,63 |          |
| 2014/15 | «Імоко Воллей» (Конельяно)  | Кубок ЄКВ       | 6    | 21   | 49   | 2,33 |          |
| 2016/17 | «Еджзаджибаши» (Стамбул)    | Ліга чемпіонів  | 14   | 52   | 154  | 2,96 |          |
| 2017/18 | «Еджзаджибаши» (Стамбул)    | Кубок ЄКВ       | 10   | 33   | 104  | 3,15 |          |
| 2018/19 | «Веро Воллей Монца»         | Кубок виклику   | 4    | 13   | 40   | 3,08 |          |
| Всього  | Всього                      | Всього          | 39   | 138  | 397  | 2,88 |          |
| 2016    | «Еджзаджибаши» (Стамбул)    | Чемпіонат світу | 4    | 17   | 32   | 1,88 |          |
| 2017    | «Еджзаджибаши» (Стамбул)    | Чемпіонат світу | 3    | 8    | 21   | 2,63 |          |
| Всього  | Всього                      | Всього          | 7    | 25   | 53   | 2,12 |          |

Статистика виступів у збірній на Олімпіаді і чемпіонаті світу:
| Рік    | Турнір           | Ігри | Сети | Очки | Ср.  | Місце | Примітки |
| ------ | ---------------- | ---- | ---- | ---- | ---- | ----- | -------- |
| 2014   | Чемпіонат світу  | 6    | 16   | 31   | 1,94 | 1     |          |
| 2016   | Олімпійські ігри | 8    | 27   | 84   | 3,11 | 3     |          |
| Всього | Всього           | 14   | 43   | 115  | 2,67 |       |          |

## Галерея

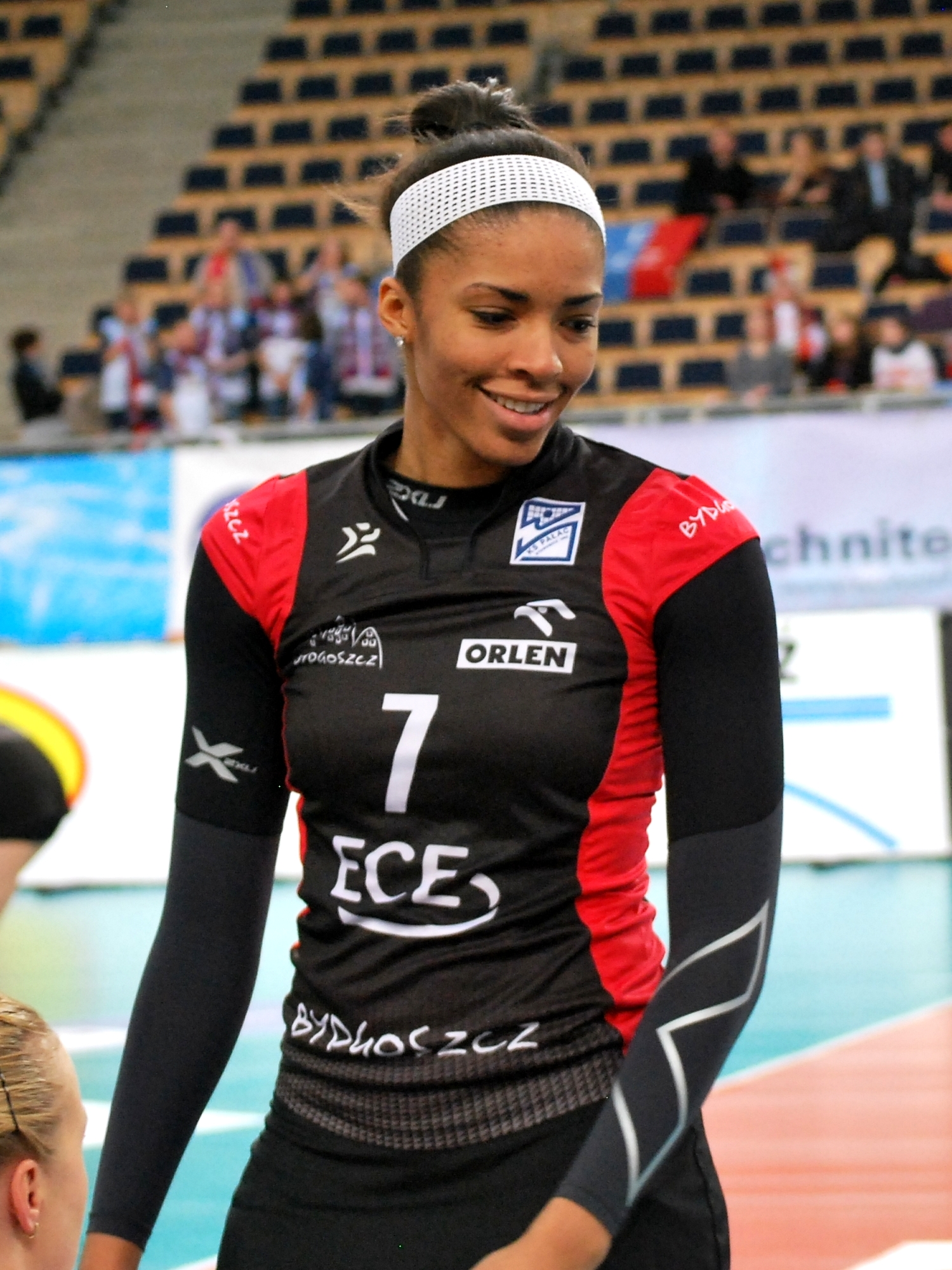
У 2012 році.
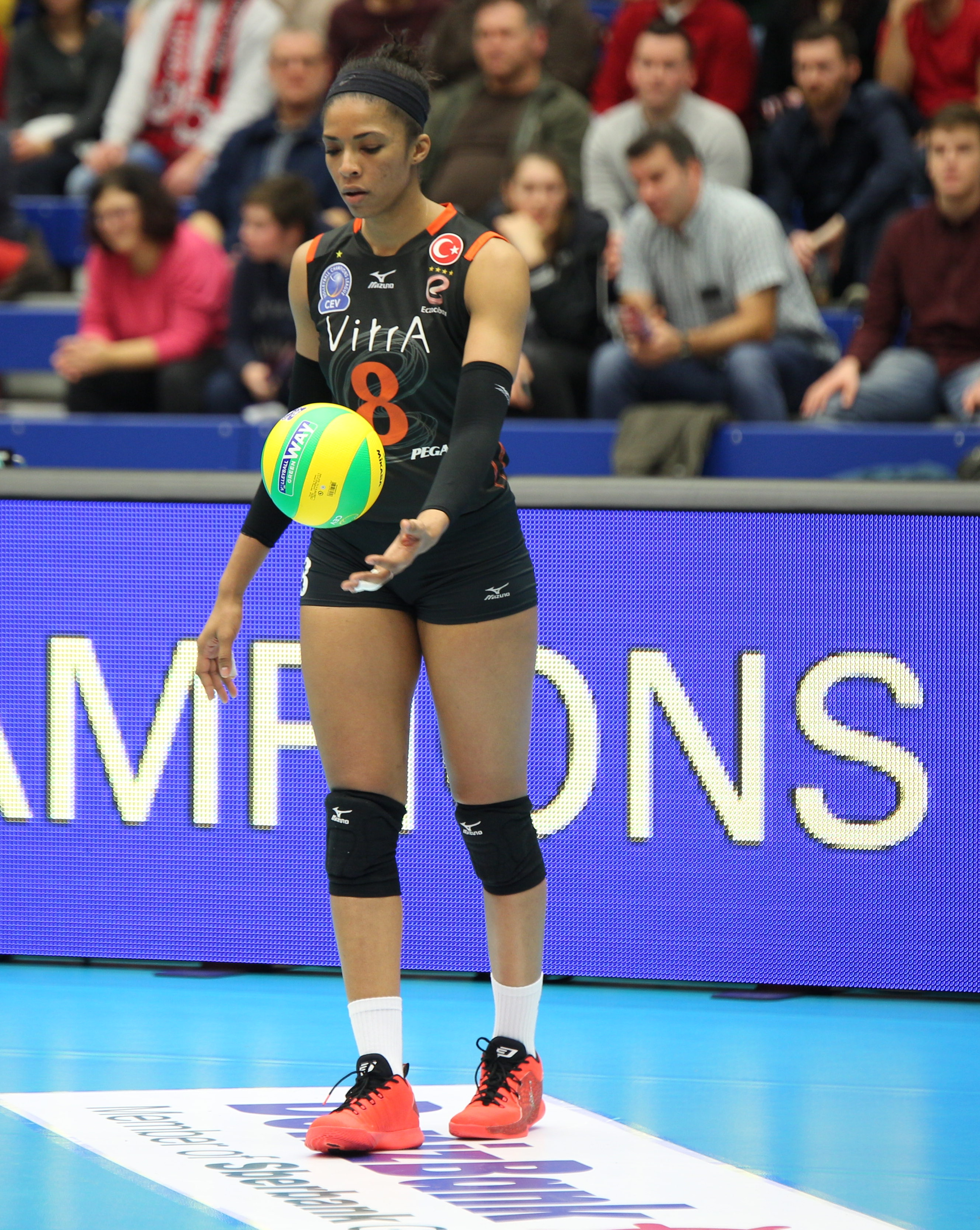
У матчі Ліги чемпіонів проти німецького «Дрезднера» (14 грудня 2016 року).
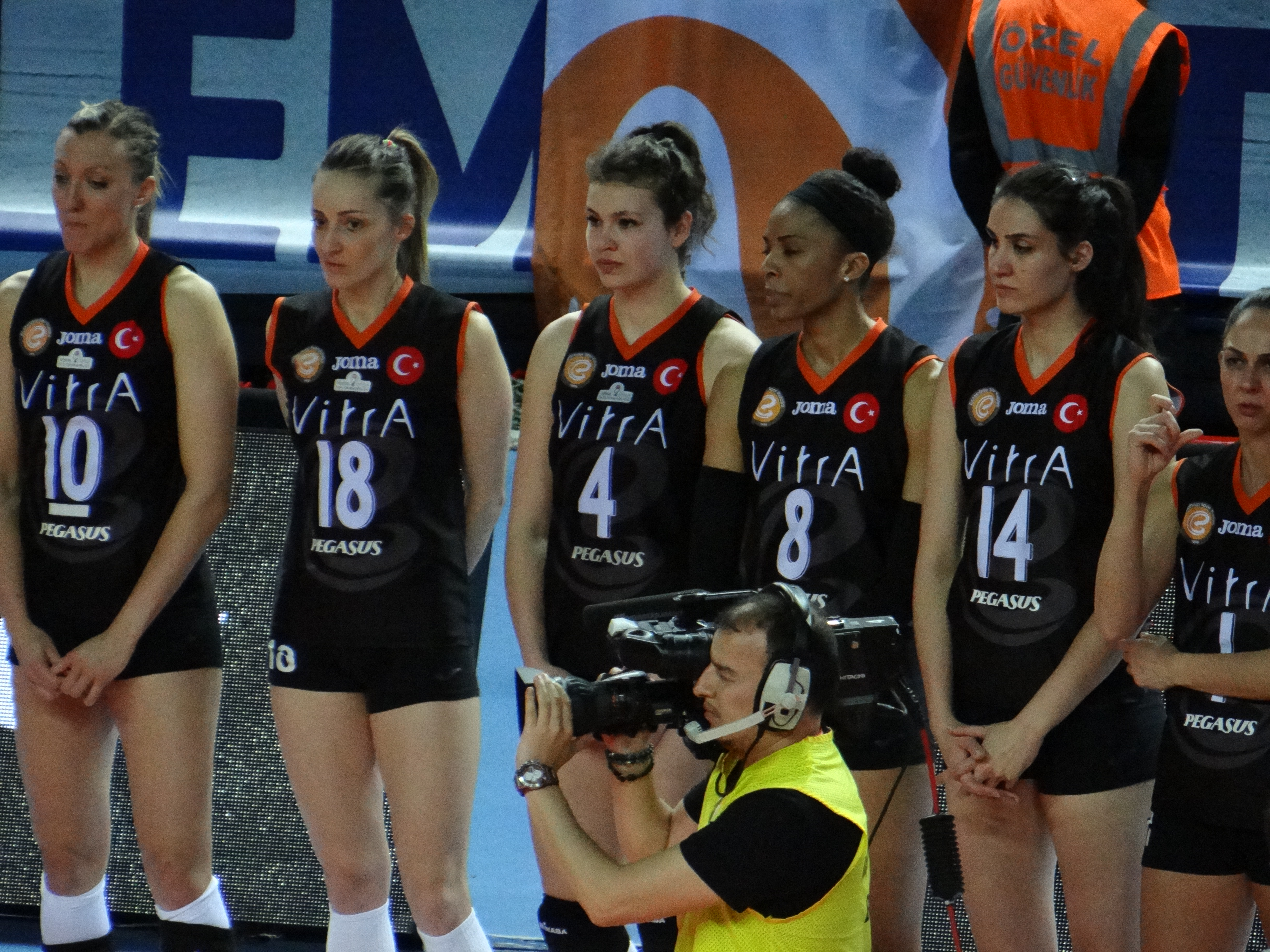
Волейболістки «Еджзаджибаши» (Стамбул) Джордан Ларсон (№ 10), Майя Огнєнович (№ 18), Бейза Аріджі (№ 4), Рейчел Адамс (№ 8), Гезде Їлмаз (№ 14) і Гюльденіз Онал (№ 1) після матчу з «Вакіфбанком» (26 квітня 2018 року).